# 中都留守司
中都留守司是明朝中军都督府下的军事机构和军事行政区划单位。下辖八卫一所，分别是凤阳右卫、凤阳中卫、皇陵卫、凤阳卫、留守左卫、留守中卫、长淮卫、怀远卫和洪塘千户所。
洪武二年（1369年），诏以临濠府为中都，置留守卫指挥使司，隶凤阳行都督府。洪武十四年（1381年），始置中都留守司。防护明皇陵，设留守一人，左、右副留守各一人。